# La Plaine-des-Palmistes
La Plaine-des-Palmistes – miasto na Reunionie (Departament zamorski Francji); zamieszkane przez 5072 mieszkańców (2009).